# Sarará (termo)
Sarará é como, no Brasil, são chamados os mestiços de brancos e negros cuja principal característica é a presença de cabelos crespos, loiros ou ruivos, e pele clara, bem como aos filhos de negros nascidos com albinismo, chamados especificamente de sarara-miolos. O termo originalmente provém do tupi sarará e designa uma formiga vermelha de asas (muito provavelmente em referência à formiga lava-pés, que emerge a luz nos dias de sol depois das chuvas).
Sarará era o descendente de africano de pele clara, cabelo crespo e amarelado, com olhos claros. Sarará miolo designava o mesmo que sarará, mas quase albino.

## Etimologia
O nome vem do tupi antigo sarará, que, conforme o Dicionário de Tupi Antigo, de Eduardo Navarro, significa "um inseto himenóptero, formicídeo, de coloração geral castanho-escura, com as pernas ruivo-avermelhadas". O termo em tupi foi mencionado no Tratado Descritivo do Brasil (1587), de Gabriel Soares de Souza.

## No folclore
Para Luís da Câmara Cascudo, o termo sarará designa apenas o “mulato alvacento, de cabelos vermelhos”, abstraindo o loiro, sendo o termo uma analogia com a formiga de mesmo nome, por sua cor avermelhada.

## Na música
O cantor baiano Gilberto Gil, em sua canção “Sarará Miolo”, diz: Sara, sara, sara cura / Dessa doença de branco / De querer cabelo liso / Já tendo cabelo louro / Cabelo duro é preciso / Que é para ser você crioulo.
A letra refere-se ao mestiço arruivado que, em Salvador, seria assim chamado. Na letra, Gil estaria ainda fazendo uma referência à ave saracura, espécie de galinha-d'água que tem por hábito ficar sobre uma perna – tal como os mestiços, que buscariam apoiar-se em somente uma de suas origens raciais –, a branca. Cura, nesse caso, seria referência à “doença de querer ser branco”, ressaltando que no mestiço há presença marcante dos traços negros, como as feições e o cabelo crespo, apesar do cabelo e olhos claros.
A cantora Sandra de Sá fez sucesso em 1982 com a canção “Olhos Coloridos”, do compositor Macau, que retrata bem a situação de percepção racial branca na sociedade brasileira: A verdade é que você / Tem sangue crioulo / Tem cabelo duro / Sarará, sarará / Sarará, sarará / Sarará crioulo…
Outro uso do nome na música, para indicar apenas a característica física, é encontrado na letra “Sara Sarará”, do conjunto baiano Chiclete com Banana, em que apenas a característica física serve de associação do nome feminino Sara. Outra forma de identificação pessoal é a letra de “Os Meninos da Mangueira”, de Rildo Hora e Sérgio Cabral, em que o Papai Noel é descrito como “um mulato sarará / Primo-irmão de Dona Zica”.